# Rosemary Dobson
Rosemary de Brissac Dobson (Sydney, 18 giugno 1920 – Canberra, 27 giugno 2012) è stata una scrittrice e poetessa australiana.

## Biografia
Rosemary de Brissac Dobson è nata il 18 giugno 1920 a Sydney.
Ha esordito nel 1944 con la sua prima raccolta di liriche In a Convex Mirror mentre lavorava come redattrice alla "Angus and Robertson".
Nipote di Henry Austin Dobson, è conosciuta per le opere Monete greche: raccolta di poesie (1977) e Oltre la frontiera (1978).
É morta il 27 giugno 2012 a Canberra.

## Opere

### Poesia
- In a Convex Mirror (1944)
- The Ship of Ice (1948)
- Child with a Cockatoo (1955)
- Selected Poems (1963)
- Cock Crow (1965)
- L'Enfant au Cacatoès  (1965)
- Selected Poems (1973)
- Greek Coins: A sequence of poems (1977)
- Over the Frontier (1978)
- The Continuance of Poetry (1981)
- The Three Fates & Other Poems (1984)
- Seeing and Believing (1990)
- Collected Poems (1991)
- Untold Lives & Later Poems (2000)
- Poems to Hold or Let Go (2008)
- Rosemary Dobson Collected (2012)

### Saggistica
- Focus on Ray Crooke (1971)
- A World of Difference: Australian poetry and painting in the 1940s (1973)

## Premi e riconoscimenti
- Robert Frost Award: 1979
- Premio Patrick White: 1984
- Victorian Premier's Literary Award: 1985